# Preneste (mitologia)
D'acord amb la mitologia romana, Preneste (en llatí: Praeneste) va ser una donzella llatina.
La tradició explica que a la regió de Preneste hi vivien dos germans pastors, els Depidis, (que representarien als lars i als penats). Tenien una germana, que un dia, asseguda davant del foc, li va saltar una espurna a la falda (una representació de Vulcà) i la va deixar prenyada. Va donar a llum a Cècul, al que va abandonar prop del temple de Júpiter. Unes noies que anaven a cercar aigua a una font que era a la vora el van trobar vora un foc encès, i el van portar als dos Depidis, que el van criar. Li van posar el nom de Cècul perquè, quan el van trobar, tenia els ulls irritats pel fum i semblava que era cec. En llatí caecus significa 'cec'.